# الحب الفدائي
الحب الفدائي (بالإنجليزية: Redeeming Love)‏ هو فيلم غربي أمريكي صدر عام 2022 من إخراج د. ج. كاروسو وبطولة أبيجيل كوين،لوغان مارشال غرين،فامك جانسن،نينا دوبراف وإيريك دين.

## روابط خارجية
- الحب الفدائي على موقع IMDb (الإنجليزية)
- الحب الفدائي على موقع ميتاكريتيك (الإنجليزية)
- الحب الفدائي على موقع روتن توميتوز (الإنجليزية)
- الحب الفدائي على موقع نتفليكس (الإنجليزية)
- الحب الفدائي على موقع فيلمافينيتي (الإسبانية)
- الحب الفدائي على موقع قاعدة بيانات الفيلم (الإنجليزية)
- الحب الفدائي على موقع ليتربوكسد (الإنجليزية)
- الحب الفدائي على موقع كينوبويسك (الروسية)